# Cesar Rubens Monteiro de Carvalho
Cesar Rubens Monteiro de Carvalho (Rio de Janeiro, 30 de janeiro de 1954) é um bacharel em Direito, oficial de Polícia Militar e político brasileiro. É coronel da reserva da Polícia Militar do Estado do Rio de Janeiro (PMERJ), instituição em que teve uma longa história de serviços prestados à população fluminense.
Entre janeiro de 2007 e março de 2015, durante as gestões dos governadores Sérgio Cabral Filho e Luiz Fernando Pezão, Cesar Rubens foi secretário estadual de Administração Penitenciária do Rio de Janeiro. Anteriormente, havia sido assessor especial de seu antecessor no cargo, Astério Pereira dos Santos, e Coordenador de Segurança da SEAP.
No dia 13 de março de 2018, Cesar Rubens foi preso sob a acusação de ter participado de um esquema de superfaturamento e fraude no fornecimento de pães para os presos das cadeias do Rio de Janeiro. Segundo as investigações, o esquema teria desviado, pelo menos, R$ 73 milhões dos cofres públicos.

## Biografia
Cesar Rubens Monteiro de Carvalho nasceu em 30 de janeiro de 1954 na cidade do Rio de Janeiro. Ingressou na Polícia Militar do Estado do Rio de Janeiro (PMERJ) no dia 13 de março de 1973. Na corporação, Cesar Rubens alcançou a patente de Coronel e foi comandante dos seguintes batalhões e grupamentos: o 12º BPM (Niterói); o 15º BPM (Duque de Caxias); o 22º BPM (Complexo da Maré); e o Grupamento Aeromarítimo de Niterói. Durante a gestão da governadora Rosinha Garotinho, Cesar Rubens foi assessor especial do promotor Astério Pereira dos Santos, então titular da Secretaria de Estado de Administração Penitenciária (SEAP), e Coordenador de Segurança da mesma secretaria.
No dia 30 de dezembro de 2006, o governador eleito Sérgio Cabral Filho anunciou que Cesar Rubens Monteiro de Carvalho seria o titular da Secretaria de Estado de Administração Penitenciária (SEAP) durante o seu governo. Seu antecessor, Astério Pereira dos Santos, não pôde seguir no cargo pois o Conselho Nacional do Ministério Público havia determinado na época que promotores do Ministério Público deveriam retornar à instituição em janeiro de 2007. Em 19 de março de 2015, após mais de 8 anos como titular da SEAP, Cesar Rubens foi exonerado do cargo que ocupava no Governo do Estado do Rio de Janeiro após pedir ao governador para deixar a pasta.

## Controvérsias

### Operação Pão Nosso
Na manhã do dia 13 de março de 2018, Cesar Rubens foi preso na Operação Pão Nosso, um desdobramento da Operação Lava Jato no estado do Rio de Janeiro. A operação investiga um esquema de desvio de dinheiro dos cofres públicos, aonde teriam sido desviados, pelo menos, R$ 73 milhões por meio de fraude no fornecimento de pães para presos das cadeias fluminenses. No mesmo dia, foram cumpridos 16 mandados de prisão temporária e preventiva.
As irregularidades investigadas pela Operação Pão Nosso envolviam o funcionamento de padarias dentro do Complexo Penitenciário de Gericinó. De acordo com a investigação, uma organização sem fins lucrativos, denominada OSCIP Iniciativa Primus, instalou máquinas para fabricação de pães dentro do complexo penitenciário. A organização, que cobrava pelo pãozinho, utilizava a mão de obra dos presos, a energia elétrica dos presídios, a água do local e os ingredientes fornecidos pelo GERJ, sem nenhum tipo de pagamento pela matéria-prima e pela mão de obra. Estima-se que o dano causado pelas irregularidades constatadas à SEAP seja de R$ 23,4 milhões.
Em maio de 2017, uma auditoria do Tribunal de Contas do Estado do Rio de Janeiro (TCE-RJ) havia descoberto que cada pão fornecido aos presos era pago duas vezes pelo Estado: pela compra dos ingredientes e pelo pão pronto. Para o fornecimento do pão, havia um contrato, enquanto que, para a compra dos ingredientes, havia outro contrato de valor maior que o primeiro. A Iniciativa Primus, segundo os investigadores da Operação Lava Jato, teria sido usada em uma série de transações de lavagem de dinheiro. Por meio de uma complexa rede de empresas com as quais a OSCIP celebrou contratos fictícios de prestação de serviços, o empresário Felipe Paiva, dono da Iniciativa Primus, teria lavado pelo menos R$ 73,5 milhões do esquema na SEAP. Para o recebimento de propina, Cesar Rubens teria utilizado duas empresas das quais era sócio: a Intermundos Câmbio e Turismo; e a Precisão Indústria e Comércio de Mármores.

### Crescimento de patrimônio
Durante as investigações que resultaram na prisão de Cesar Rubens, foi observado que o patrimônio do ex-secretário aumentou em 10 vezes no período em que ele foi titular da Secretaria de Estado de Administração Penitenciária. O Ministério Público Federal, em consulta ao Cadastro de Embarcações da Marinha do Brasil, também constatou que Cesar era proprietário de sete embarcações, sendo quatro lanchas, dois botes e uma moto aquática.
Enquanto esteve à frente da SEAP, Cesar Rubens Monteiro de Carvalho tornou-se sócio de três sociedades empresariais. Em 2011, após tornar-se sócio de uma dessas sociedades, Cesar Rubens recebeu sozinho mais de R$ 1 milhão, embora tenha pago apenas R$ 85 mil para ingressar na empresa. Investigadores apontam que parte do crescimento do patrimônio do ex-secretário de Administração Penitenciária pode ter tido origem em contratos firmados pela Fundação Santa Cabrini, subordinada à SEAP, com a empresa Mac Laren Oil, pertencente à mulher de Cesar. Em 2008, Cesar Rubens passou a desempenhar a função de consultor honorário da empresa da esposa, cargo no qual declarou ganhar remuneração.